# Rebecca Allison
Rebecca Anne Allison parfois surnommée « Becky », née le 21 décembre 1946 et morte le 11 août 2024, est une cardiologue et femme trans militante américaine. Elle a été présidente de la Gay and Lesbian Medical Association (GLMA) et du comité consultatif de l'association médicale américaine pour les questions gays, lesbiennes, bisexuelles, et transgenres.

## Biographie
Allison est née à Greenwood de son père Errol Ward Atkinson, et de sa mère Mabel Blackwell Atkinson. Elle a effectué sa transition en 1993, quand elle vivait à Jackson, dans le Mississippi.

## Carrière
Allison a reçu la mention honorifique du centre médical universitaire du Mississippi en 1971. Après avoir été interne en 1985, elle a poursuivi ses études pour devenir cardiologue, et elle travaille actuellement en tant que telle depuis 1987, bien qu'elle ait cessé son activité pendant une année, lors de sa transition. Elle a ensuite déménagé à Phoenix, en Arizona, pour obtenir un poste chez CIGNA en tant que chef de la cardiologie, de 1998 à 2012, quand elle entra dans la pratique privée. Phoenix Magazine a nommé Allison comme étant l'une des « Meilleurs médecins » de Phoenix en 2006, 2007 et 2008.

## Militantisme
En 1998, Allison a créé drbecky.com, un site d'informations sur la santé, le droit, et les besoins spirituels des personnes trans. Le site web comprend une compilation de certificats de naissance sur lesquels la modification du marqueur de sexe a été acceptée, une brochure sur la chirurgie de féminisation faciale par Douglas Ousterhout, une critique de la controverse datant de 2003, à propos du livre The Man Who Would Be Queen de J. Michael Bailey, et une section sur la spiritualité. Le site web d'Allison est fréquemment cité dans les ressources sur la santé LGBT,,,. En plus de la GLMA, elle est présidente du comité consultatif de l'association médicale américaine sur les questions gays, lesbiennes, bisexuelles et transgenres, et elle a assisté au passage de l'AMA à la Résolution 22 : « Suppression des obstacles financiers pour les soins des patients transgenres ». Allison est également active à Soulforce et elle organise la journée du souvenir trans de Phoenix chaque année, avec sa conjointe Margaux Schaffer.

## Sélection de publications
- Allison RA (2007). Transsexualism. In Fink G (ed.) Encyclopedia of Stress (2nd Edition). Elsevier,  (ISBN 978-0-12-088503-9)
- Allison RA (2007). Transsexualism. In Pfaff D, Arnold A, Etgen A, Fahrbach S, Rubin R (eds.) Hormones, Brain, and Behavior (2nd Edition). Elsevier,  (ISBN 978-0-12-532104-4)